# Moliens
Moliens is een gemeente in het Franse departement Oise (regio Hauts-de-France). De plaats maakt deel uit van het arrondissement Beauvais. Moliens telde op 1 januari 2022 1.126 inwoners.

## Geografie
De oppervlakte van Moliens bedroeg op 1 januari 2022 9,39 vierkante kilometer; de bevolkingsdichtheid was toen 119,9 inwoners per km².

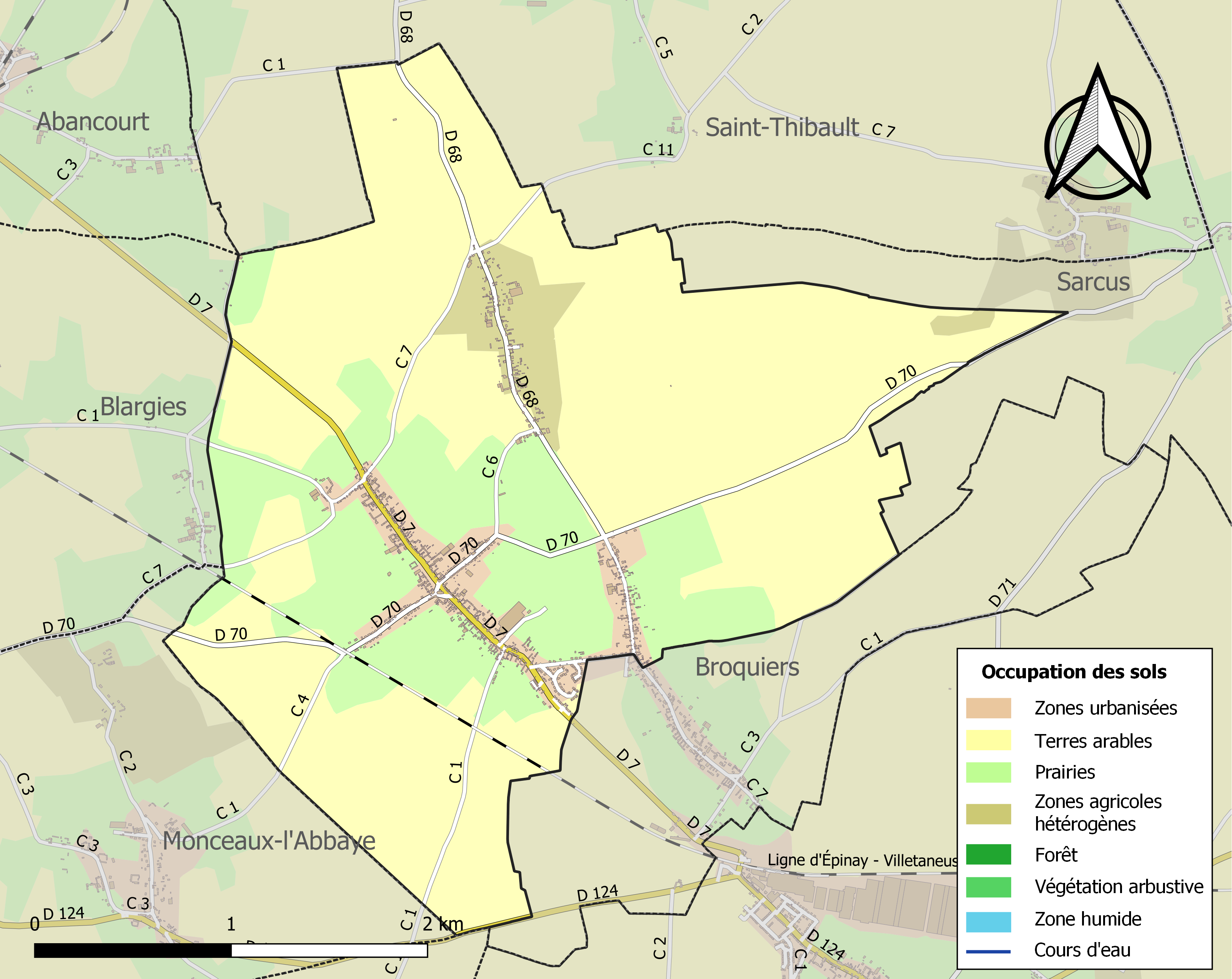
Kaart van de gemeente met belangrijkste infrastructuur, bodemgebruik en omliggende gemeenten

## Verkeer en vervoer
In de gemeente ligt het gesloten spoorwegstation Moliens.

## Demografie
Onderstaande figuur toont het verloop van het inwonertal (bron: INSEE-tellingen).